# Yannick Mertens
Yannick Mertens (Anderlecht, 25 juni 1987) is een tennisser uit België. Hij wordt gecoacht door zijn vader, Kris Mertens.
Mertens won tot en met 2012 tien ITF Futures in het enkelspel en vijf in het dubbelspel.

## ITF Futures

### Enkel (10)
- 2008:  Pleven,  Sofia,  Las Palmas de Gran Canaria
- 2009:  Tipton,  Pozzuoli,  Glasgow
- 2011:  Tipton,  Middelburg,  Fano
- 2012:  Wirral

### Dubbel (5)
- 2007:  Cartagena (met Ruben Bemelmans)
- 2008:  Pleven (met Miljan Zekic)
- 2009:  Modena (met Niels Desein),  Mulhouse (met Ruben Bemelmans)
- 2010:  Poitiers (met Ruben Bemelmans)